# مارکوس آنجلری
مارکوس آنجلری (انگلیسی: Marcos Angeleri؛ زادهٔ ۷ آوریل ۱۹۸۳) بازیکن فوتبال اهل آرژانتین است.
وی همچنین در تیم ملی فوتبال آرژانتین بازی کرده‌است.